# Профессор богословия леди Маргарет
Профессор богословия леди Маргарет (англ. Lady Margaret's Professor of Divinity) — старейшая именная профессура в Кембриджском университете. Она была основана в 1502 году леди Маргаритой Бофорт, матерью английского короля Генриха VII.
Также существует Профессор богословия леди Маргарет в Оксфордском университете.

## Список Профессоров богословия леди Маргарет
Награждённые расположены во временном порядке.
- 1502 Джон Фишер
- 1504 Томас Косин
- 1506 Уильям Бургоини
- 1511 Эразм Роттердамский
- 1515 Джон Фоуни
- 1521 Томас Эшли
- 1532 Уильям Бакместер[англ.]
- 1538 Джон Ридман[англ.]
- 1542 Уильям Скити
- 1544 Уильям Глин[англ.]
- 1549 Джон Ридман[англ.]
- 1554 Томас Сиджвик[англ.]
- 1556 Джордж Баллок[англ.]
- 1559 Роберт Беумонт[англ.]
- 1561 Мэттью Хаттон[англ.]
- 1563 Джон Уитгифт
- 1567 Уильяи Чедертон[англ.]
- 1569 Томас Картрайт
- 1570 Джон Стилл[англ.]
- 1573 Джон Хэнсам
- 1574 Питер Баро[англ.]
- 1596 Томас Плейфири[англ.]
- 1609 Джон Давенант[англ.]
- 1623 Сэмюэл Вард[англ.]
- 1643 Ричард Холдсворт[англ.]
- 1649 Ричард Лав[англ.]
- 1661 Питер Ганнинг[англ.]
- 1661 Джон Пирсон[англ.]
- 1673 Ральф Уиддрингтон[англ.]
- 1688 Хамфри Говер[англ.]
- 1711 Роберт Дженкин[англ.]
- 1727 Джон Ньюкам
- 1765 Закари Брук?!
- 1788 Джон Мейнуоринг[англ.]
- 1807 Герберт Марш[англ.]
- 1839 Джон Блант[англ.]
- 1855 Уильям Селвин[англ.]
- 1875 Джозеф Лайтфут[англ.]
- 1879 Чарльз Свейнсан[англ.]
- 1887 Джон Хорт
- 1892 Джозеф Ламби[англ.]
- 1895 Артур Мэсан[англ.]
- 1903 Александр Киркпатрик[англ.]
- 1907 Уильям Индж[англ.]
- 1911 Джеймс Бетьюн-Баркер[англ.]
- 1935 Фрэд Марш[англ.]
- 1951 Чарльз Моули[англ.]
- 1976 Морна Хукер[англ.]
- 1998 Грэман Стэтон[англ.]
- 2007 Джутит Лу[англ.]
- 2018 Георг ван Котен[англ.]